# Ferdinand Dierkens
Ferdinand François Dierkens (Gent, 20 september 1856 - aldaar, 16 februari 1936) was een Belgisch architect.

## Loopbaan

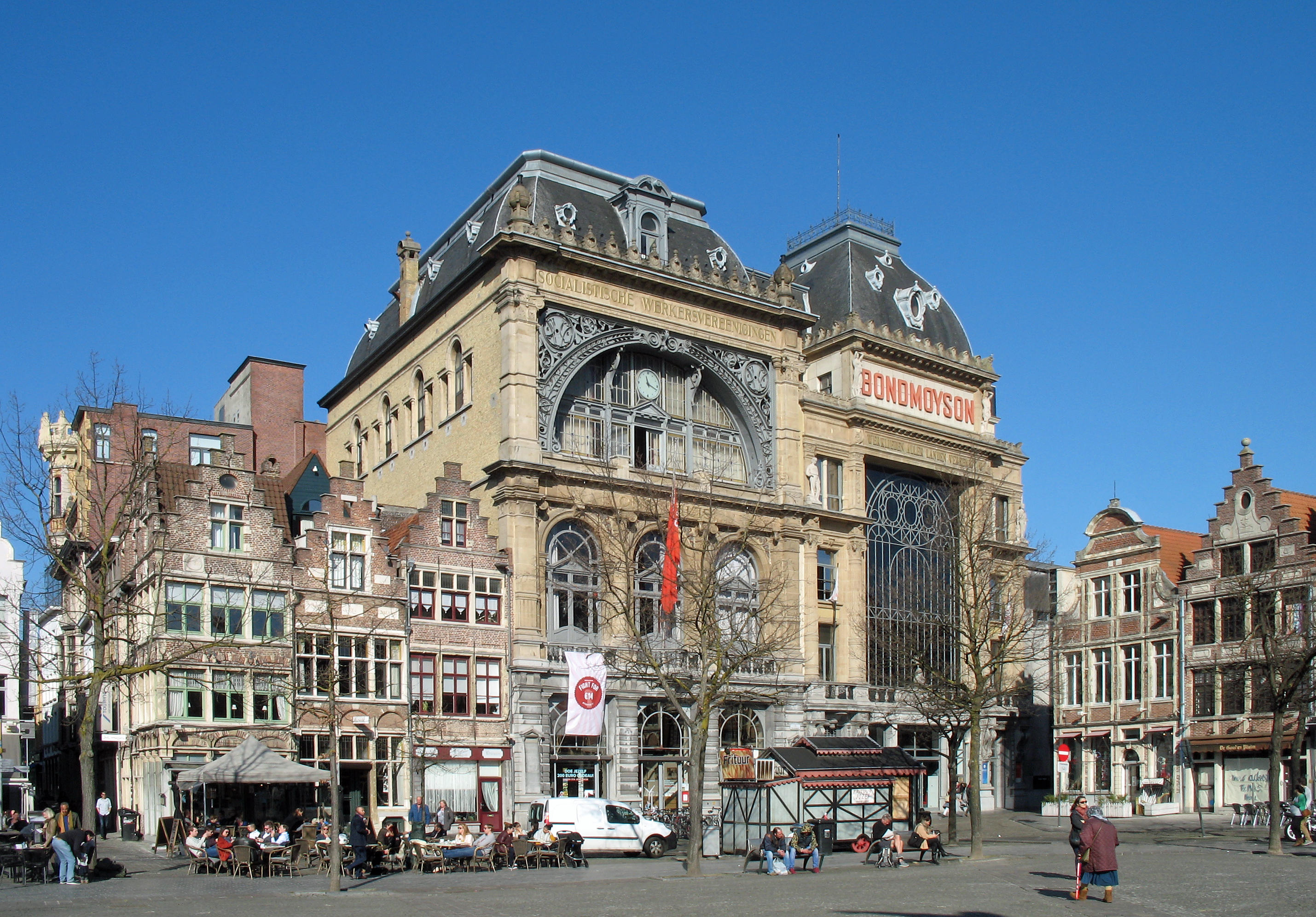
Ons Huis-Bond Moyson

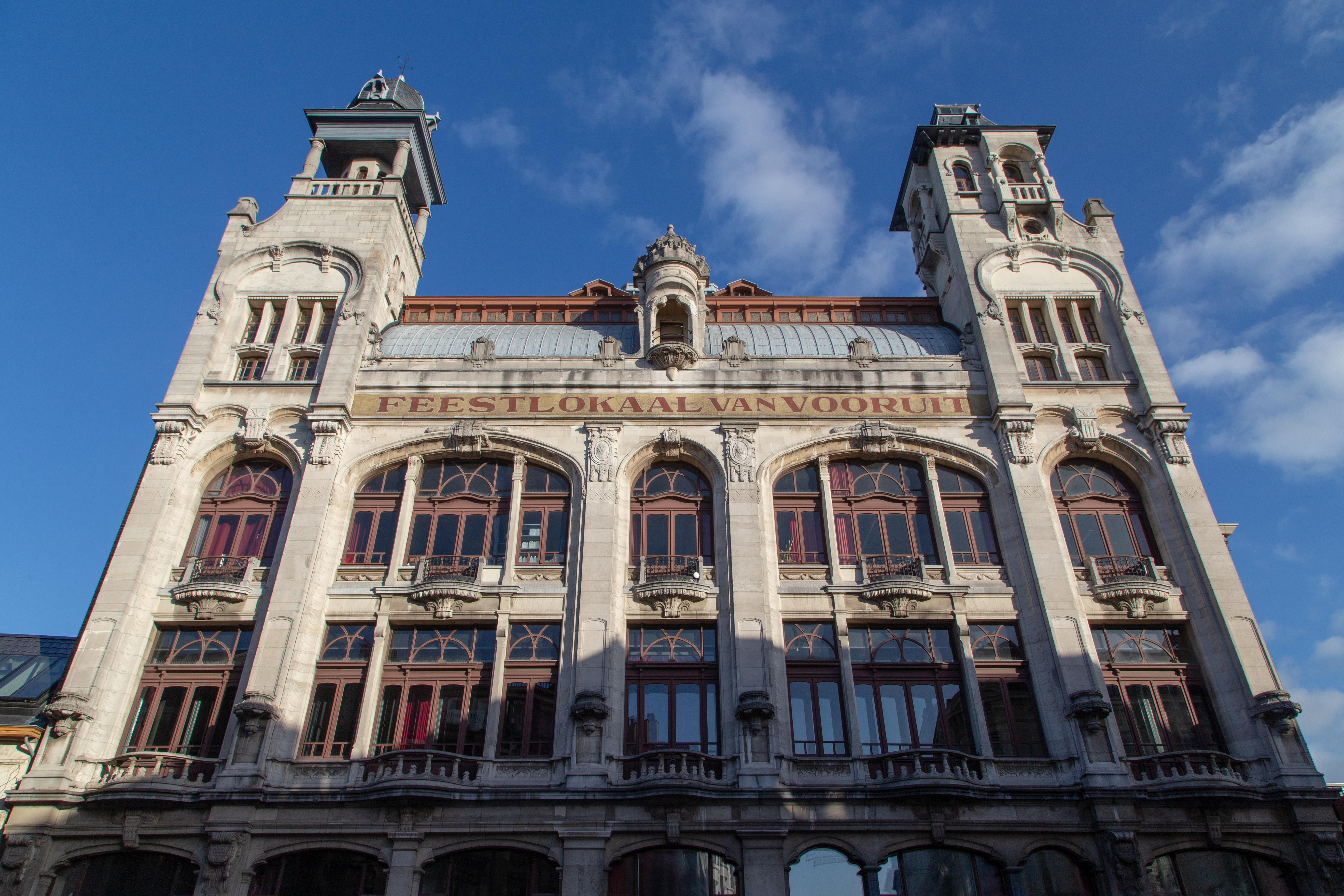
Gebouwencomplex De Vooruit

Als zoon van Jan Rodolf Dierkens, een zelfstandig timmerman van sociaalliberale overtuiging, zou Ferdinand normaal de zaak voortzetten, maar hij mikte hoger. In 1877 schreef hij zich in aan de Koninklijke Academie voor Schone Kunsten van Gent en vijf jaar later studeerde hij er af met het diploma van architect. Dat beroep was in 1882 in volle opgang. In Gent werd dat jaar het Zollikofer-De Vigneplan aangevat, dat de arbeidersbuurt tussen het Zuidstation en de Kuip moest transformeren.
Voor rekening van de Samenwerkende Maatschappij Vooruit Nr.1 werd Dierkens in 1893-94 aangezocht door Edward Anseele om Ons Huis-Bond Moyson te creëren door samenvoeging van twee huizen. Na een brand werd in 1897 beslist om een nieuwbouw op te trekken. De socialistische voorman wilde een coöperatief warenhuis met de klasse van een Parijse grand magasin. De jonge architect, wiens enige opdracht tot dan een grafmonument was geweest, ontwierp een prachtig gebouw met een art-nouveautrappenhal en een gevel in glas en staal, die helaas te lijden had onder een verbouwing in 1956.
In 1902 mocht Dierkens de tempel bouwen van de vrijmetselaarsloge La Liberté, waar hij lid van was. Conform de wens van stichter Jules Guequier zag hij af van egyptiserende elementen en gebruikte hij een stijl die classicisme paarde aan art nouveau.
De grootste opdracht van Dierkens kwam er in 1910: de bouw van het Feestlokaal van Vooruit, een paleis voor het Gentse socialisme. Op een sterk hellend terrein versmolt hij eclecticisme met art nouveau. De werf duurde tot 1914.
Dierkens ontwierp in 1910 in opdracht van de coöperatie een 'nieuwen volkstempel' gebouwd in de Meibloemstraat te Gent. Dit gebouw huisveste onder andere een kruidenierswinkel en café aan de straatzijde, vergaderlokalen, conciërgewoning, foyer en feestzaal. Het ontwerp was geïnspireerd op het Feestlokaal van Vooruit maar werd uitgevoerd op kleinere schaal.
Na de oorlog specialiseerde Dierkens zich in fabrieken. Hij ontwierp onder meer de Société gantoise de fonderies et constructions mécaniques (1920) en La nouvelle linière du Canal (1924). Ook twee woningen die hij voor zichzelf ontwierp zijn bewaard.